# Бад Боклет
Бад Боклет (њем. Bad Bocklet) град је у њемачкој савезној држави Баварска. Једно је од 26 општинских средишта округа Бад Кисинген. Према процјени из 2010. у граду је живјело 4.543 становника. Посједује регионалну шифру (AGS) 9672112.

## Географски и демографски подаци
Бад Боклет се налази у савезној држави Баварска у округу Бад Кисинген. Град се налази на надморској висини од 230 метара. Површина општине износи 38,5 km². У самом граду је, према процјени из 2010. године, живјело 4.543 становника. Просјечна густина становништва износи 118 становника/km².